# Rémy Wyssmann
Rémy Wyssmann, né le 20 juin 1967, est une personnalité politique suisse, membre de l'Union démocratique du centre (UDC).

## Biographie
Remy Wyssmann naît le 20 juin 1967.
Il exerce la profession d'avocat.
Il habite à Kriegstetten.

## Parcours politique
Il siège au Conseil cantonal de Soleure de 2017 au 30 novembre 2023.
Il est élu député du canton de Soleure au Conseil national en octobre 2023.